# 呂本中
呂本中（1084年—1145年），初名大中，字居仁，號紫微、又号東萊，壽州（今安徽壽縣）人。生於宋神宗元豐七年（1084年），是道學家，學者稱之為“東萊先生”。

## 生平
呂本中家族歷代在朝為官者甚多，自五世伯祖呂蒙正以降，即有三人為相。呂本中父呂好問為資政殿學士。少年以官蔭，授承務郎，初任洛陽主簿。宋徽宗宣和六年（1124年）任樞密院編修。宋欽宗靖康元年（1126年），遷職方員外郎。宋高宗紹興六年（1136年）賜進士出身，召爲起居舍人。屢次上疏論恢復大計，忤逆秦檜，遂罷官，授徒講學，聞名一時，人稱“東萊先生”。
著有《東萊先生詩集》、《江西詩社宗派圖》、《紫微詩話》及《童蒙詩訓》等。紹興八年（1145年），卒於上饒。《宋史》卷376有傳。
與佛教對話是呂氏家學的特色之一，呂本中也和大彗宗杲關係密切。所以他的思想在儒學之中，摻入佛學的新意。但這種特色受到朱熹的批評，例如他對《大學》的見解，朱熹就以「看話禪」諷之。